# Prva slovenska nogometna liga 2000-2001
La Prva slovenska nogometna liga 2000-2001 (in lingua italiana: Primo campionato calcistico sloveno 2000-2001), abbreviata in 1. SNL 2000-2001, è stata la decima edizione della massima serie del campionato di calcio sloveno, disputata tra il 21 luglio 2000 e il 27 maggio 2001 e conclusa con la vittoria del Maribor, al suo quinto titolo.
Capocannoniere del torneo fu Damir Pekič (Celje) con 23 reti.
Nel ranking UEFA 2000-01, la 1. SNL si piazzò al 27º posto (27º nel quinquennale 1996-2001).

## Formula
Come nella stagione precedente le squadre partecipanti furono 12 e disputarono un turno di andata-ritorno-andata per un totale di 33 partite con le ultime due classificate retrocesse in Druga slovenska nogometna liga.
Le squadre qualificate alle coppe europee furono quattro: i campioni alla UEFA Champions League 2001-2002, la seconda classificata e la vincitrice della coppa nazionale alla Coppa UEFA 2001-2002 e un ulteriore club alla Coppa Intertoto 2001.

## Squadre partecipanti
| Squadra                   | Città         | Stadio               | Stagione 1999-00 | Stagione 1999-00 |
| Squadra                   | Città         | Stadio               | Pos.             | Divisione        |
| ------------------------- | ------------- | -------------------- | ---------------- | ---------------- |
| Maribor Pivovarna Laško   | Maribor       | Stadion Ljudski vrt  | 1°               | 1. SNL           |
| HIT Gorica                | Nova Gorica   | Stadio Športni Park  | 2°               | 1. SNL           |
| Rudar Velenje             | Velenje       | Stadio ob Jezeru     | 3°               | 1. SNL           |
| Nova Oprema Korotan Suvel | Prevalje      | Stadion na Prevaljah | 4°               | 1. SNL           |
| Primorje                  | Aidussina     | Mestni stadion       | 5°               | 1. SNL           |
| CMC Publikum              | Celje         | Stadion Skalna klet  | 6°               | 1. SNL           |
| SCT Olimpija Ljubljana    | Lubiana       | Stadio Bežigrad      | 7°               | 1. SNL           |
| Koroška Dravograd         | Dravograd     | Športni center       | 8°               | 1. SNL           |
| BS Tehnik Domžale         | Domžale       | Športni park         | 9°               | 1. SNL           |
| Mura                      | Murska Sobota | Stadio Fazanerija    | 10°              | 1. SNL           |
| Koper                     | Capodistria   | Stadio Bonifika      | 1°               | 2. SNL           |
| Tabor Sežana              | Sesana        | Stadio Rajko Štolfa  | 2º               | 2. SNL           |

## Classifica
|                     | Pos. | Squadra          | Pt | G  | V  | N  | P  | GF | GS | DR  |
| ------------------- | ---- | ---------------- | -- | -- | -- | -- | -- | -- | -- | --- |
| Slovenia (bandiera) | 1.   | Maribor          | 62 | 33 | 18 | 8  | 7  | 61 | 36 | +25 |
|                     | 2.   | Olimpia Lubiana  | 60 | 33 | 18 | 6  | 9  | 73 | 46 | +27 |
|                     | 3.   | Primorje         | 56 | 33 | 16 | 8  | 9  | 47 | 34 | +13 |
|                     | 4.   | Mura             | 51 | 33 | 14 | 9  | 10 | 43 | 39 | +4  |
|                     | 5.   | Celje            | 50 | 33 | 15 | 5  | 13 | 59 | 52 | +7  |
|                     | 6.   | Koper            | 46 | 33 | 12 | 10 | 11 | 43 | 43 | 0   |
|                     | 7.   | Gorica           | 43 | 33 | 13 | 4  | 16 | 52 | 46 | +6  |
|                     | 8.   | Rudar Velenje    | 43 | 33 | 12 | 7  | 14 | 43 | 44 | −1  |
|                     | 9.   | Korotan Prevalje | 43 | 33 | 12 | 7  | 14 | 44 | 51 | −7  |
|                     | 10.  | Domžale          | 37 | 33 | 11 | 4  | 18 | 45 | 64 | −19 |
|                     | 11.  | Dravograd        | 35 | 33 | 10 | 5  | 18 | 48 | 62 | −14 |
|                     | 12.  | Tabor Sežana     | 28 | 33 | 7  | 7  | 19 | 34 | 75 | −41 |
| Fonte: wildstat.com |      |                  |    |    |    |    |    |    |    |     |

Legenda:
      Campione di Slovenia e qualificato alla UEFA Champions League 2001-2002
      Qualificato alla Coppa UEFA 2001-2002.
      Ammesso alla Coppa Intertoto UEFA 2001.
      Retrocesso in 2. SNL 2001-2002.
Regolamento:
Tre punti a vittoria, uno a pareggio, zero a sconfitta.

## Risultati
|                     | Mar  | Oli  | Pri  | Mur  | Cel  | Kop  | Gor  | Rud  | Kor  | Dom  | Dra  | Tab  |
| ------------------- | ---- | ---- | ---- | ---- | ---- | ---- | ---- | ---- | ---- | ---- | ---- | ---- |
| Maribor             | –––– | 1–3  | 2–1  | 2–1  | 5–0  | 4–0  | 1–2  | 1–0  | 1–3  | 1–1  | 3–0  | 3–0  |
| Maribor             | –––– | –    | –    | 4–1  | –    | 2–0  | 2–1  | 4–1  | –    | 1–1  | 1–0  | –    |
| Olimpia             | 1–1  | –––– | 1–0  | 3–0  | 3–1  | 2–2  | 3–1  | 1–1  | 5–1  | 4–2  | 5–0  | 5–1  |
| Olimpia             | 1–1  | –––– | 1–2  | –    | 4–0  | –    | –    | –    | 0–0  | –    | 2–1  | 6–0  |
| Primorje            | 4–0  | 3–3  | –––– | 1–2  | 2–2  | 2–0  | 1–0  | 2–1  | 0–3  | 3–0  | 1–0  | 1–1  |
| Primorje            | 1–0  | –    | –––– | 3–0  | 2–1  | 0–0  | –    | –    | –    | 3–0  | 2–1  | –    |
| Mura                | 1–1  | 1–3  | 3–0  | –––– | 4–2  | 1–0  | 0–1  | 1–1  | 0–0  | 2–0  | 1–1  | 1–0  |
| Mura                | –    | 2–0  | –    | –––– | –    | –    | 2–0  | 2–1  | 3–1  | 4–2  | –    | –    |
| Celje               | 3–3  | 4–1  | 2–0  | 1–1  | –––– | 2–0  | 2–1  | 0–2  | 3–0  | 0–0  | 1–3  | 3–1  |
| Celje               | 3–1  | –    | –    | 0–2  | –––– | 5–1  | –    | 3–1  | –    | 1–3  | 3–1  | –    |
| Koper               | 1–2  | 1–0  | 2–2  | 0–0  | 0–0  | –––– | 2–2  | 3–2  | 3–2  | 3–0  | 3–2  | 2–1  |
| Koper               | –    | 3–1  | –    | 0–0  | –    | –––– | 3–2  | 2–0  | –    | 3–0  | –    | –    |
| Gorica              | 0–2  | 5–0  | 0–1  | 3–0  | 0–4  | 2–0  | –––– | 1–0  | 4–1  | 4–2  | 3–2  | 2–1  |
| Gorica              | –    | 0–1  | 0–1  | –    | 2–1  | –    | –––– | –    | 1–4  | –    | 6–1  | 4–0  |
| Rudar               | 0–0  | 0–2  | 3–1  | 1–1  | 1–0  | 0–0  | 1–1  | –––– | 4–0  | 1–0  | 2–2  | 3–2  |
| Rudar               | –    | 1–0  | 2–0  | –    | –    | –    | 1–0  | –––– | 1–3  | –    | 3–0  | 1–2  |
| Korotan             | 2–4  | 3–2  | 1–1  | 0–0  | 2–0  | 2–0  | 2–1  | 0–1  | –––– | 4–0  | 0–4  | 4–0  |
| Korotan             | 0–1  | –    | 0–0  | –    | 1–2  | 0–0  | –    | –    | –––– | –    | –    | 1–0  |
| Domžale             | 0–2  | 2–3  | 0–1  | 3–1  | 2–3  | 1–0  | 1–1  | 2–6  | 3–1  | –––– | 3–2  | 1–0  |
| Domžale             | –    | 1–2  | –    | –    | –    | –    | 1–0  | 4–1  | 3–0  | –––– | –    | 3–1  |
| Dravograd           | 1–1  | 2–3  | 3–1  | 3–1  | 2–0  | 0–3  | 1–0  | 2–0  | 2–0  | 0–1  | –––– | 1–2  |
| Dravograd           | –    | –    | –    | 1–3  | –    | 3–2  | –    | –    | 1–2  | 2–0  | –––– | 2–2  |
| Tabor               | 1–3  | 3–2  | 0–0  | 1–0  | 0–2  | 1–1  | 2–2  | 2–0  | 1–1  | 4–3  | 2–2  | –––– |
| Tabor               | 2–1  | –    | 0–5  | 0–2  | 1–5  | 0–3  | –    | –    | –    | –    | –    | –––– |
| Fonte: wildstat.com |      |      |      |      |      |      |      |      |      |      |      |      |

## Statistiche

### Classifica marcatori
| Pos.               | Giocatore           | Squadra         | Reti |
| ------------------ | ------------------- | --------------- | ---- |
| 1                  | Damir Pekič         | Celje           | 23   |
| 2                  | Sebastjan Cimirotič | Olimpia Lubiana | 19   |
| 3                  | Ermin Rakovič       | Olimpia Lubiana | 16   |
| 4                  | Goran Gutalj        | Gorica          | 15   |
| 5                  | Vanja Starčević     | Primorje        | 13   |
| 6                  | Slavko Komar        | Domžale         | 12   |
| 6                  | Saša Jakomin        | Koper           | 12   |
| 6                  | Anton Žlogar        | Gorica          | 12   |
| 9                  | Patrik Ipavec       | Gorica          | 11   |
| 10                 | Samo Vidovič        | Dravograd       | 10   |
| 10                 | Marko Vogrič        | Primorje        | 10   |
| Fonte: prvaliga.si |                     |                 |      |